# Leopold Schmidt (Volkskundler)
Leopold Schmidt (* 15. März 1912 in Wien; † 12. Dezember 1981 ebenda) war ein österreichischer Volkskundler, Kulturwissenschaftler und Erzählforscher.

## Leben
Leopold Schmidt studierte ab 1930 Germanistik, Volks- und Völkerkunde, Klassische Philologie, Kunstwissenschaft, Geschichte sowie Ur- und Frühgeschichte an der Universität Wien und promovierte 1934 mit der Dissertation Untersuchungen zur Formengeschichte der deutschen Weihnachtsspiele. Zwischen 1936 und 1938 half er Rudolf Kriß bei Katalogisierung und Beschreibung von dessen Sammlung religiöser Volkskunde in Wien. In den Jahren des Zweiten Weltkriegs leistete er seinen Kriegsdienst. Ab 1946 lehrte er als Privatdozent, ab 1958 als Extraordinarius an der Wiener Universität. Ab 1946 arbeitete er darüber hinaus als Vertragsbediensteter beim Österreichischen Museum für Volkskunde in Wien, wurde 1949 Assistent, 1955 dessen Leiter und war von 1960 bis 1977 Direktor. 1954 und 1955 war er zudem als kommissarischer Mitverwalter des Museums für Völkerkunde tätig. Von 1956 bis 1981 war er zunächst Generalsekretär, dann Präsident des Vereins für Volkskunde in Wien.
Leopold Schmidt war Ehrenmitglied der Griechischen Gesellschaft für Volkskunde (seit 1957), korrespondierendes (seit 1967) bzw. Mitglied (seit 1970) der Österreichischen Akademie der Wissenschaften, ausländisches Mitglied der Königlichen Gustav-Adolfs-Akademie in Uppsala (seit 1972) sowie korrespondierendes Mitglied der Bayerischen Akademie der Wissenschaften (seit 1977). Er wurde am Südwestfriedhof bestattet.

## Auszeichnungen
- 1965: Wissenschaftspreis des Landes Niederösterreich
- 1959: Brüder-Grimm-Preis der Philipps-Universität Marburg
- 1978: Wilhelm-Hartel-Preis

## Publikationen (Auswahl)
- Deutsche Fastnacht. Wien 1937 (= Deutsche Feste aus alter Art und neuem Geist, Bd. 1).
- Formprobleme der deutschen Weihnachtsspiele. Emsdetten 1937 (= Die Schaubühne, Bd. 20).
- Wiener Volkskunde. Ein Aufriß. Herausgegeben vom Verein für Volkskunde in Wien. Wien u. a. 1940 (= Wiener Zeitschrift für Volkskunde, Erg. Bd. 16).
- Zwischen Bastei und Linienwall. Wiener Verlag 1946 (in der Reihe Feuilletons aus den Wiener Vorstädten zwischen dem Barock und dem Ersten Weltkrieg).
- Barbara- und Luciaweizen. Die Verbreitung der weihnachtlichen Tellersaat im Burgenland. In: Leopold Schmidt (Hrsg.): Kultur und Volk. Beiträge zur Volkskunde aus Österreich, Bayern und der Schweiz. Festschrift für Gustav Gugitz zum 80. Geburtstag (= Veröffentlichungen des Österreichischen Museums für Volkskunde. Band 5). Selbstverlag des Österreichischen Museums für Volkskunde, Wien 1954, S. 387–418.
- Johannesandachten und Nepomuklieder in Niederösterreich und im Burgenland. In: Jahrbuch des Österreichischen Volksliedwerkes. Band 9, Wien 1960, S. 20–39.
- Volksglaube und Volksbrauch. Gestalten, Gebilde, Gebärden. Berlin 1966.
- Die Kunst der Namenlosen. Verlag Das Bergland-Buch, Salzburg/Stuttgart 1968.